# 559e Volksgrenadierdivisie
De 559e Grenadierdivisie / 559e Volksgrenadierdivisie (Duits: 559. Grenadier-Division / 559. Volksgrenadier-Division) was een Duitse infanteriedivisie tijdens de Tweede Wereldoorlog. 

## Geschiedenis
De divisie werd opgericht als zogenaamde Sperrdivisie op 11 juli 1944 op Oefenterrein Baumholder in Wehrkreis XII als onderdeel van de 29. Welle. 

## 559e Grenadierdivisie
In september 1944 werd de divisie verplaatst naar Lotharingen in het gebied rond Metz en Nancy. Bij Thionville werd een verdedigingsstelling ingenomen en later volgden gevechten rond Château-Salins. Op 9 oktober 1944 werd de divisie omgedoopt tot 559e Volksgrenadierdivisie.

## 559e Volksgrenadierdivisie

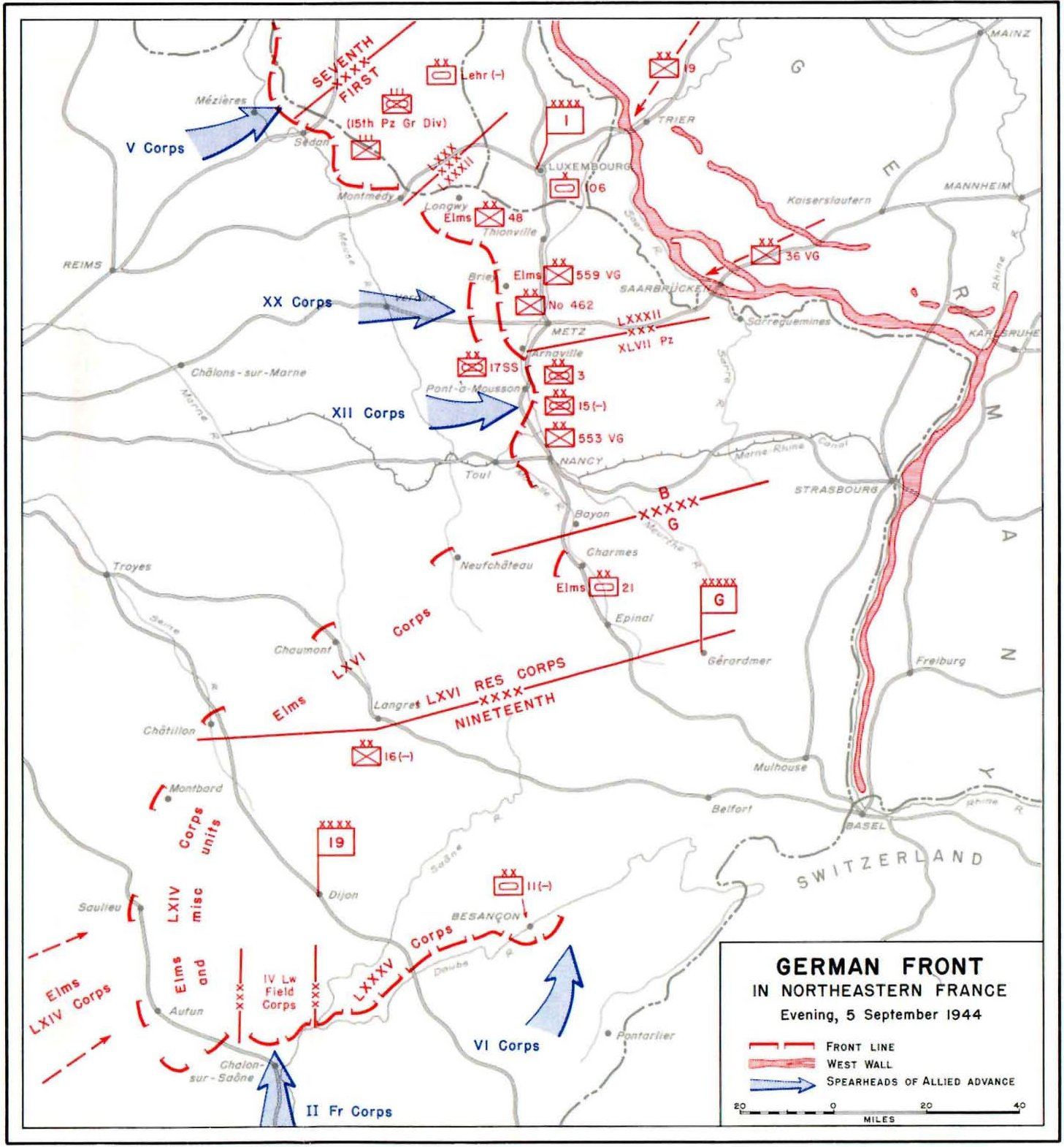
Het Duitse front in Frankrijk op 5 september 1944

De divisie werd meteen ook op dezelfde stand gebracht als de divisies van de 32. Welle. Vanaf 8 november kwam de divisie onder druk te staan en moest terug en de volgende dag werd de linie echt doorbroken en leed de divisie zware verliezen. Daarop werden op 14 november de resten van de vernietigde 48e Infanteriedivisie opgenomen en daarop werd de divisie van 18 november tot medio december ook wel Kampgruppe v. Mühlen genoemd. Daarna volgde een verplaatsing naar het gebied ten westen van Saarlautern. Tussen 24 november en 3 december volgde een terugtocht naar de Westwall en daarbij leed de divisie zulke zware verliezen dat nog slechts 360 man overbleven, waaronder 80 grenadiers. Toch kreeg de divisie vanaf 5 december nieuwe aanvallen te verduren. De toevoer van Marsch-Bataillon 816 gaf de divisie nog een beetje sterkte op 19 december. De volgende dag werd de divisie uit het front gehaald en naar Bottenbach verplaatst ter opfrissing. Een week later stond de divisie alweer aan het front bij Bitche. Op 1 januari 1945 werd deelgenomen aan Operatie Nordwind en gedeeltelijke successen werden geboekt. Op 19 februari werd de divisie nog ingezet voor een (mislukte) aanval op de Spicherer Höhen. Intussen was de sterkte van de divisie zo ver gezonken dat Grenadierregiment 1125 naar Bruchsal verplaatst werd ter heroprichting. Na het begin van Operatie Undertone in maart 1945 werd de divisie uit de stelling gehaald om het 7e Leger te steunen, maar moest mee terugtrekken naar de Rijn. Het lukte de divisiestaf plus enkele eenheden (totaal 400 man) de Rijn op 21 maart over te steken bij Frankenthal, maar een groot gedeelte van de divisie bleef achter op de westelijke Rijnoever. Daarop werd de divisie binnen enkele dagen kort opgefrist. Op 26 maart 1945 stak de 3e US-Infanteriedivisie de Rijn noordelijk van Mannheim over en in deze gevechten werd de divisie weer zwaar aangeslagen. Er volgde nu een terugtocht via Neckargemünd naar Göppingen. Daar probeerde de divisie de terugtocht van het 64e Legerkorps mogelijk te maken, maar dat mislukte en rond Plochingen werd de divisie grotendeels vernietigd op 20 en 21 april 1945. 
De resten van de 559e Volksgrenadierdivisie gingen op 24 april 1945 bij Münsingen in Amerikaanse krijgsgevangenschap.

## Bovenliggende bevelslagen
| Legerkorps     | Leger    | Legergroep     | Plaats/regio           | Begin              | Eind               |
| -------------- | -------- | -------------- | ---------------------- | ------------------ | ------------------ |
| 82e Legerkorps | 1. Armee | Heeresgruppe G | Metz                   | 5 september 1944   | september 1944     |
| XIII SS Korps  | 1. Armee | Heeresgruppe G | Metz, Saarlautern      | september 1944     | eind november 1944 |
| 82e Legerkorps | 1. Armee | Heeresgruppe G | Westwall               | eind november 1944 | 20 december 1944   |
| 90e Legerkorps | 1. Armee | Heeresgruppe G | Westwall               | 28 december 1944   | medio januari 1945 |
| XIII SS Korps  | 1. Armee | Heeresgruppe G | Saarland               | medio januari 1945 | februari 1945      |
| 85e Legerkorps | 1. Armee | Heeresgruppe G | Saarland, Moezel, Rijn | februari 1945      | eind maart 1945    |
| XIII SS Korps  | 1. Armee | Heeresgruppe G | Baden-Württemberg      | eind maart 1945    | april 1945         |

## Commandanten
| Rang                                                                          | Naam            | Begin       | Eind            |
| ----------------------------------------------------------------------------- | --------------- | ----------- | --------------- |
| Oberst vanaf 9 november 1944 Generalmajor vanaf 20 april 1945 Generalleutnant | Kurt von Mühlen | 8 juli 1944 | eind april 1945 |

## Samenstelling
- Grenadier-Regiment 1125
- Grenadier-Regiment 1126
- Grenadier-Regiment 1127
- Artillerie-Regiment 1559
- Divisie-eenheden 1559, deels ook 559